# Aciltransferasa

Acil

Una aciltransferasa, en anglès: Acyltransferase, és un enzim que catalitza la transferència del grup funcional acil. Com indica el seu nom, les aciltransferases pertanyen al grup de les transferases.

## Classificació
Segons el codi internacional de nomenclatura dènzims, les aciltransferases s'anomenen EC 2.3.
Dins d'elles es consideren dos grups:
- EC 2.3.1 = Aciltransferases que transfereixen grups acil que no són aminoacil.
- EC 2.3.2 = Aminoaciltransferases.